# 東墨爾本希伯來集會

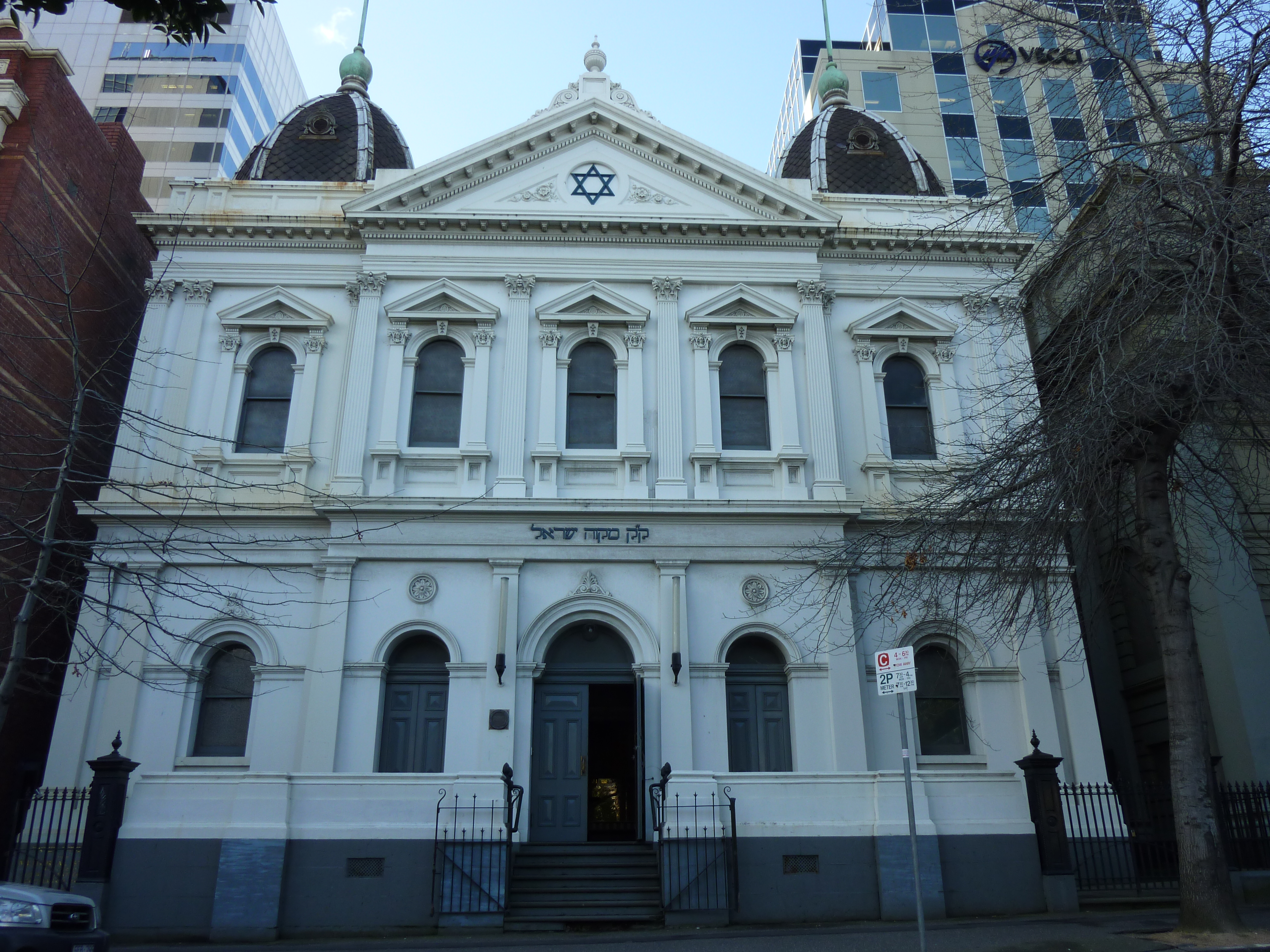
東墨爾本猶太會堂

東墨爾本希伯來集會（希伯來語：ק"ק מקוה ישראל），又稱東墨爾本猶太會堂，墨爾本城市猶太會堂，是澳大利亞城市墨爾本的一座猶太會堂。這座猶太會堂成立於1875年，是墨爾本歷史最古老的猶太會堂。

## 外部連結
- 官方网站
- East Melbourne Synagogue, Victorian Heritage Register
- East Melbourne Synagogue （页面存档备份，存于）, National Trust